# Eriospermum
Eriospermum Jacq. ex Willd. – rodzaj roślin z rodziny szparagowatych. Obejmuje 114 gatunków występujących w tropikalnej i południowej Afryce, przy czym zdecydowana większość jest endemitami Republiki Południowej Afryki. Rośliny z tego rodzaju mają wiele specyficznych cech morfologicznych, a w ramach rodzaju różne gatunki są nie tylko zróżnicowane morfologicznie, ale i genetycznie. Niektóre gatunki były wykorzystywane w tradycyjnej medycynie Afryki jako rośliny lecznicze.
Nazwa naukowa rodzaju pochodzi od greckich słów έριο (erio – runo wełny) i σπέρμα (sperma – nasienie). W polskich słownikach XIX-wiecznych, a także w Słowniku polskich imion rodzajów oraz wyższych skupień roślin z roku 1900 pod redakcją Józefa Rostafińskiego rodzaj podawany był pod polską nazwą dziwotka lub lilejka.

## Zasięg geograficzny
Centrum różnorodności biologicznej rodzaju znajduje się w Południowej Afryce, gdzie występuje endemicznie niemal 75% gatunków Eriospermum, z których większość występuje w sukulentowych formacjach Karru w Prowincji Przylądkowej Zachodniej. Ponadto zasięg pięciu gatunków sięga z Południowej Afryki do Namibii, jednego (Eriospermum bakerianum) do Namibii i Botswany, jednego (E. porphyrovalve) do Zambii i Zimbabwe. 15 gatunków jest endemitami innych krajów afrykańskich, w tym dziesięć gatunków Namibii, cztery Angoli, a jeden (E. adpressifolium) Tanzanii. E. currorii występuje na obszarze od Angoli do środkowej Botswany, E. flexuosum od Angoli do Zambii, E. cecilii od Mozambiku do Zimbabwe, E. kiboense od Tanzanii do Zimbabwe, E. kirkii od Mozambiku do Zambii. Jedynie trzy gatunki z to rodzaju są bardziej rozpowszechnione w Afryce. E. triphyllum występuje na obszarze od Etiopii do Angoli i Zimbabwe, a E. mackenii od Południowej Afryki do Zairu. Najszerszy zasięg występowania ma E. abyssinicum, który występuje w całej tropikalnej i południowej Afryce.

## Morfologia

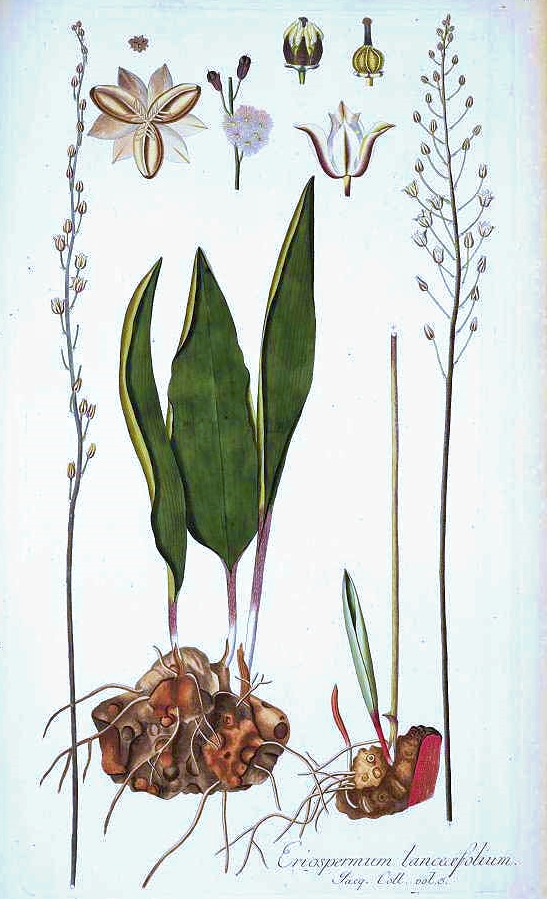
Eriospermum lanceifolium

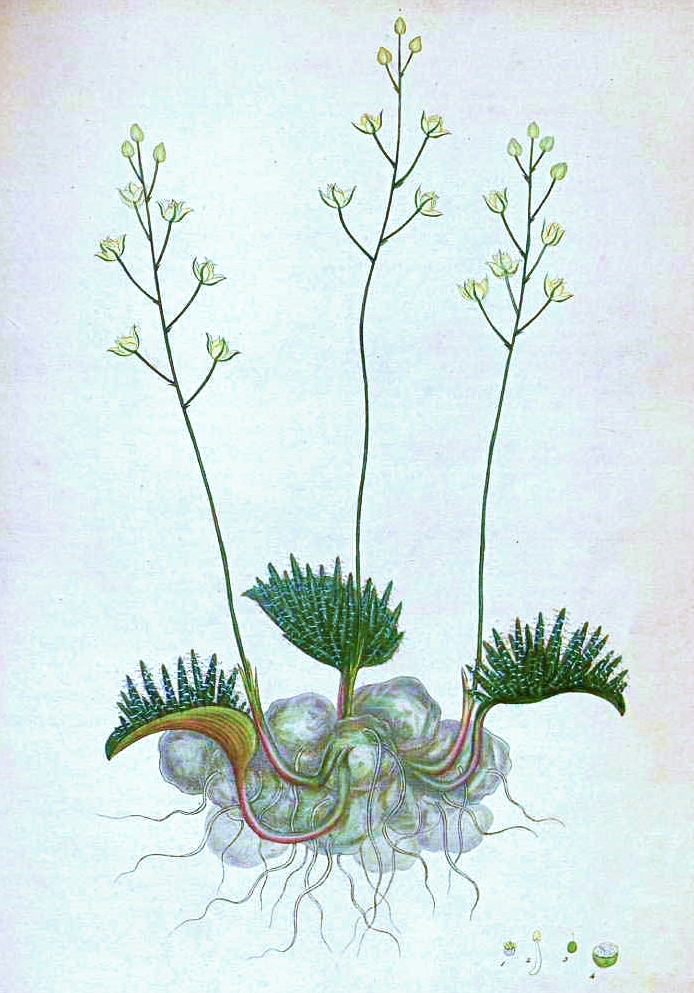
Eriospermum folioliferum

PokrójWieloletnie rośliny zielne o wysokości od 10 do 40 cm.
PędyBulwa pędowa wykształcona z hipokotylu, o miąższu białym, żółtym, różowym do bordowoczerwonego, niekiedy ze smukłymi, kłączowatymi odrostami o długości do 10 cm; zawiązki pędów pojedyncze lub kilka, u bulw kulistawych wierzchołkowe, u bulw gruszkowatych lub o nieregularnym kształcie podstawne lub boczne. Średnica bulw sięga od poniżej 1 cm (Eriospermum spirale) do 10 cm (E. capense i E. porphyrium).
LiścieWyrastające w liczbie od jednego do kilku po przekwitnięciu rośliny lub razem z kwiatami. Blaszki liściowe równowąskie do jajowatych, okrągłych lub sercowatych, wzniesione lub rozesłane, nagie lub owłosione, w dolnej części rozrośnięte w przypominającą ogonek liściowy pochwę, która po obumarciu liścia przekształca się w trwałą włóknistą lub błoniastą szyjkę, przez którą roślina wypuszcza pęd kwiatostanowy oraz liście w kolejnych sezonach wegetacyjnych. Szyjka ta, u gatunków z pokładającymi się liśćmi, zazwyczaj pozostaje poniżej poziomu gruntu. U gatunków z liśćmi wzniesionymi wyrasta do 10 cm powyżej poziomu gruntu, utrzymując blaszkę liściową we wzniesionej pozycji. Liście trzynastu gatunków na powierzchni doosiowej tworzą złożone enacje (struktury przydatków), zbliżone kolorem i teksturą do blaszki liściowej. U dwóch gatunków, E. paradoxum i E. dregei, enacja składa się z pojedynczej osadki o zmiennej długości z licznymi, przypominającymi pióra, odgałęzieniami. U pozostałych gatunków występuje zmienna liczba rozgałęzionych lub nierozgałęzionych wyrostków.
KwiatyObupłciowe, niekiedy wonne, zebrane od 3 do ponad 100 w cylindryczne, baldachowate, kłosowate lub jednostronne grono, wyrastające na podziemnym lub nadziemnym głąbiku. Przysadki drobne, poniżej 2 mm długości, błoniaste. Szypułki bardzo krótkie (do 1 mm) do długich (do 10 cm), wydłużające się po przekwitnięciu, wyrastające pod kątem 45–50° do osi kwiatostanu. Okwiat kółkowy, dzwonkowaty lub kieliszkowaty, biały, różowy lub żółty, trwały, sześciolistkowy. Listki okwiatu położone w dwóch okółkach, krótko zrośnięte u nasady na długości 1 mm, równe lub częściej dymorficzne, z listkami zewnętrznego okółka rozpostartymi, a wewnętrznego wzniesionymi. Sześć pręcików nadległych listkom okwiatu, o nitkach nitkowatych do szeroko lancetowatych, łączących się z łącznikiem od tyłu obrotnej i skierowanej do wewnątrz, kulistawej do owalnej główki. Zalążnia górna, siedząca, trójkomorowa, u nasady z przegrodowo położonymi miodnikami. W każdej komorze osadzonych jest kątowo od 3 do 6 zalążków. Szyjka słupka kolumnowata, zwieńczona małym, brodawkowatym znamieniem. Ziarna pyłku bruzdowane z jamkowatą lub siatkowatą egzyną.
OwoceDeltoidalne do jajowatych, wcięte wierzchołkowo torebki, zawierające od 6 do 12 jajowatych do przecinkowatych nasion o płowej łupinie, pokrytej gęstymi, białymi, jednokomórkowymi włoskami o długości do 8 mm, z wiekiem brązowiejącymi.

## Biologia i ekologia
AnatomiaZalążki są anatropowe, z dwiema osłonkami. Okienko powstaje z wewnętrznej osłonki. W procesie megasporogenezy komórka archesporialna odcina komórkę przykrywkową. Po jej podziale cztery megaspory ułożone są liniowo, a megaspora chalazalna rozwija się w woreczek zalążkowy typu Polygonum, w którym obecna jest wyraźna hipostaza. W czasie embriogenezy komórka apikalna dzieli się poprzecznie, a komórka bazalna przekształca się w wieszadełko, ale poza tym nie przyczynia się do rozwoju zarodka. Zarodek sukcesywnie powiększa się, osiągając kształt stożkowo-cylindryczny oraz większą masę niż otaczające go obielmo. Nasiono od końca chalazalnego jest zaokrąglone i jajowate, od strony mikropylarnej stożkowate lub krótko kolbowate, na przekroju okrągłe. Zewnętrzne komórki skórki łupiny wytwarzają długie, jednokomórkowe włoski wypełnione powietrzem. Ich ściany są bezbarwne lub pokryte czerwonobrązową błoną komórkową. Poza skórką testa składa się z dwóch warstw komórek, które bądź są silnie spłaszczone i czerwonawobrązowe (z uwagi na obecność pigmentów flobafenowych), bądź mają charakterystyczny, wypełniony powietrzem prześwit i wydają się białe. Tegmen jest bezbarwny, zapadnięty i generalnie utracił swoją strukturę komórkową. Bielmo jest silnie zredukowane na korzyść zarodka i obielma, które otacza zarodek całkowicie lub tylko w 2/3 od końca chalazalnego. Obielmo może być ograniczone do kilku warstw komórek, przy czym obwodowe składają się z komórek, które są zwykle słabo wydłużone w kierunku promieniowym, podczas gdy pozostałe są niemal równowymiarowe. Warstwy obwodowe obielma zawierają ziarna aleuronowe i tłuszcze.
RozwójGeofity. Większość gatunków, zwłaszcza występujących w południowej Afryce, wytwarza w porze zimowych opadów deszczu jeden liść z każdego zawiązka. Po obumarciu liści, w okresie suchego lata, rośliny te wypuszczają pojedynczy pęd kwiatostanowy. Niektóre gatunki tropikalne i subtropikalne wytwarzają dwa lub więcej liści z każdego zawiązka razem z nawet do 5 kwiatostanami. Biologia zapylania nie została zbadana. Zaobserwowano, że kwiaty Eriospermum odwiedza szerokie spektrum owadów, w tym padlinożerne i inne muchy, małe motyle i małe chrząszcze. Kwiaty większości gatunków są niepozorne. Niektóre gatunki wydzielają zapach przypominający piżmo, a większość produkuje obfity nektar. Pędy kwiatostanowe często wynoszą torebki powyżej innej roślinności. Nasiona dojrzewają na początku pory deszczowej, są wiatrosiewne.
SiedliskoWiele gatunków preferuje siedliska półsuche, gdzie występuje na nagich lub kamienistych skrawkach ziemi pomiędzy małymi krzewami. Gatunki subtropikalne częściej występują w formacjach trawiastych.
Interakcje międzygatunkoweBulwami odżywiają się różne zwierzęta, w tym jeżozwierze i gryzonie. Eriospermum są roślinami żywicielskimi sypników z gatunku Uromyces eriospermi.
GenetykaLiczba chromosomów 2n = 10, 12, 14, 20, 24, 28, 42. Podstawowa liczba x wynosi 5, 6 lub (u większości gatunków) 7. Większość gatunków jest diploidalna. Niektóre gatunki są tetraploidalne, heksaploidalne lub oktaploidalne. W ramach rodzaju występują również różnice w kariotypie. U większości gatunków garnitur chromosomowy składa się z jednego małego chromosomu submetacentrycznego oraz sześciu chromosomów subakrocentrycznych, przy czym u trzeciego pod względem wielkości obecny jest w odcinku dystalnym organizator jąderka. W pozostałych przypadkach występują różnice w liczbie chromosomów subakrocentrycznych i submetacentrycznych, a także umiejscowienie organizatora jąderka. U niektórych gatunków występuje też kariotyp bimodalny.

## Systematyka
Pozycja systematycznaRodzaj z monotypowego plemienia Eriospermeae w podrodzinie Nolinoideae rodziny szparagowatych (Asparagaceae).
Historycznie rodzaj zaliczany był do rodzin Tecophilaeaceae, złotogłowowe, a z uwagi na szereg specyficznych cech morfologicznych, do własnej, monotypowej rodziny Eriospermaceae Endl. (Baker 1875, system Takhtajana z 1997 roku, system Kubitzkiego z 1998 roku). Badania genetyczne przeprowadzone pod koniec XX wieku wykazały pokrewieństwo ewolucyjne Eriospermum z kladem obejmującym ówczesne konwaliowate, Nolinaceae, myszopłochowate i Comospermum.

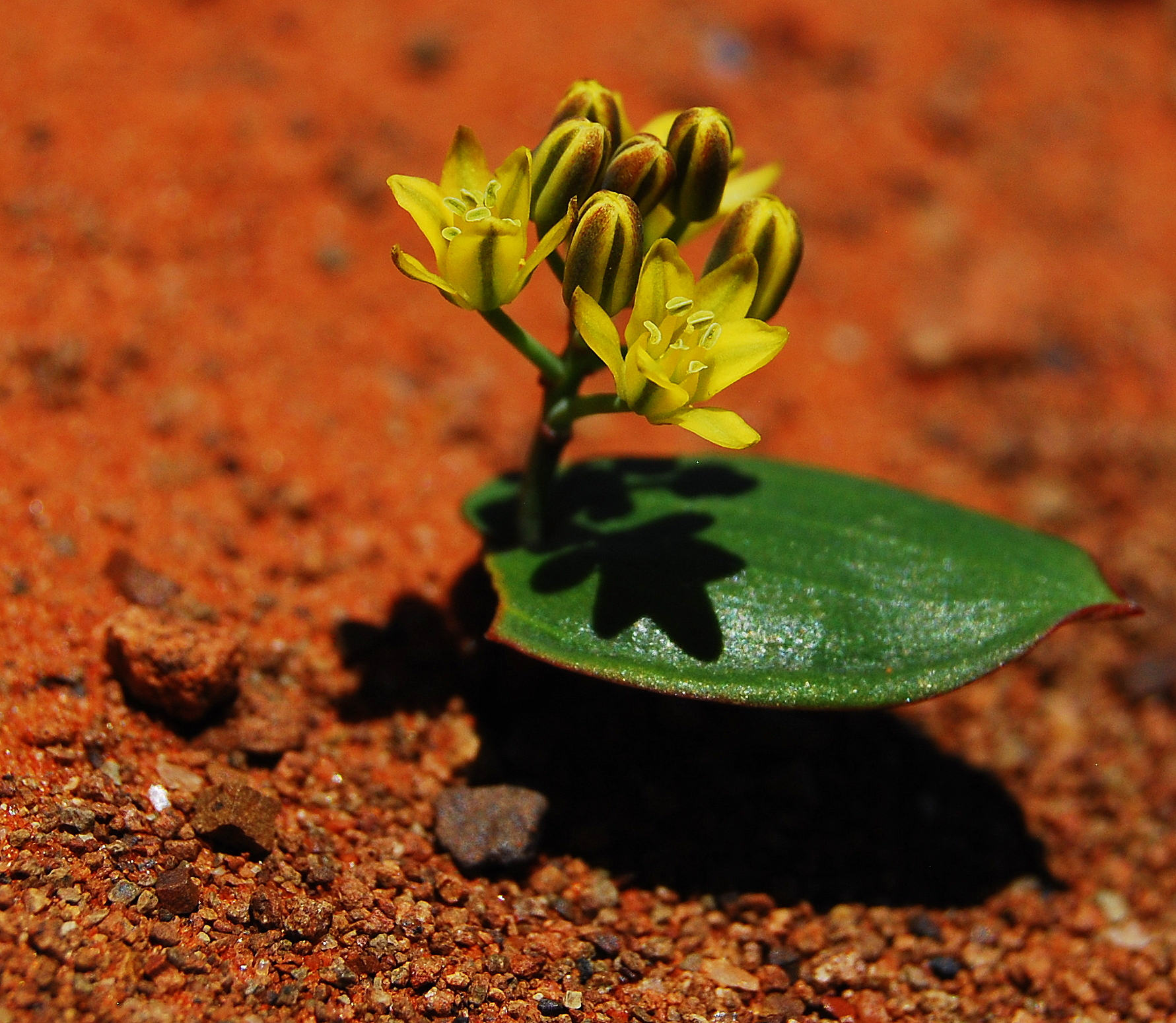
Eriospermum corymbosum

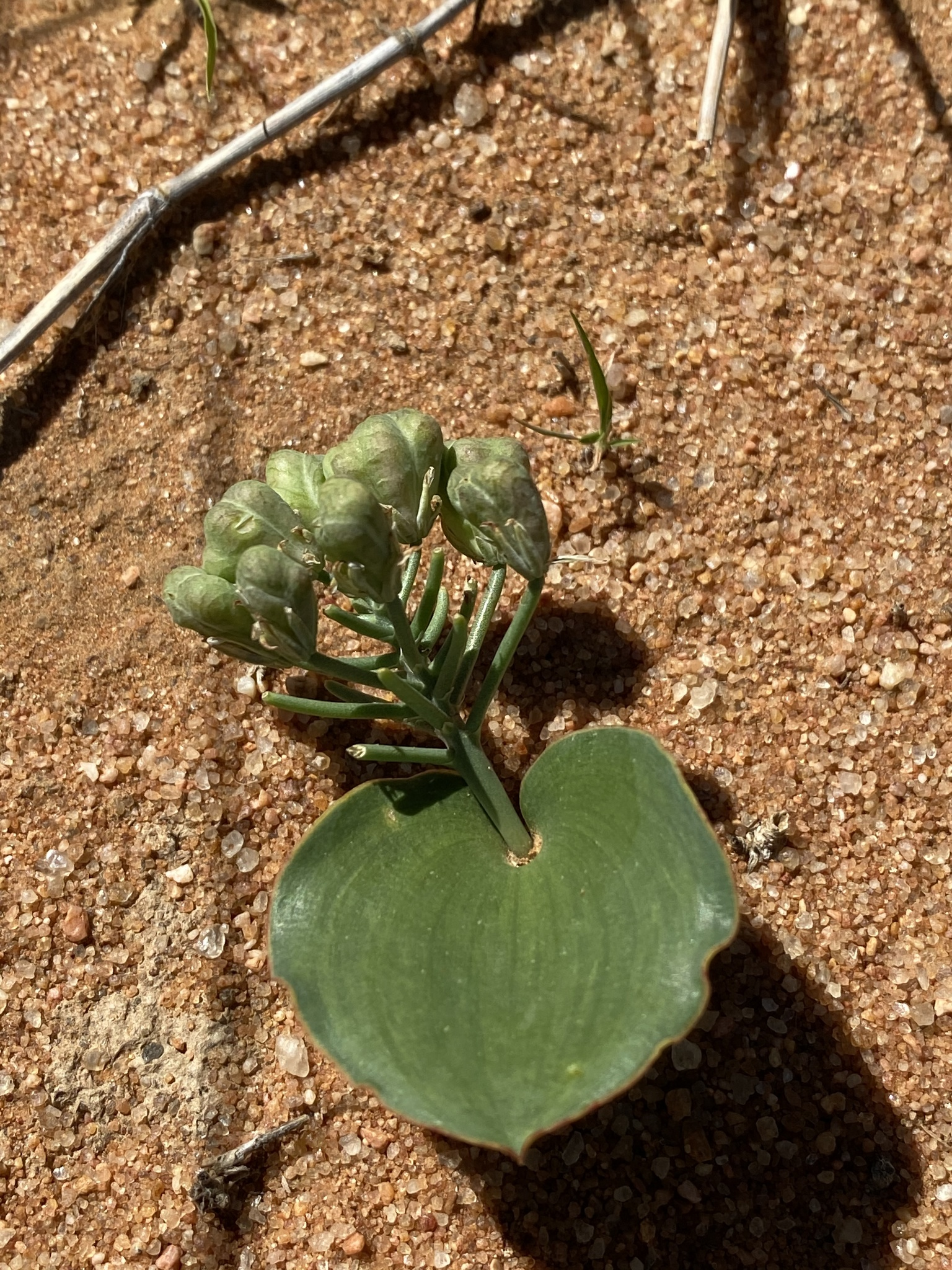
Eriospermum roseum

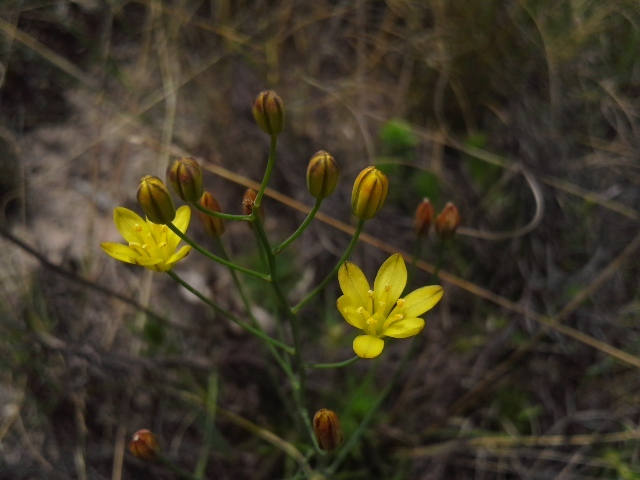
Eriospermum abyssinicum

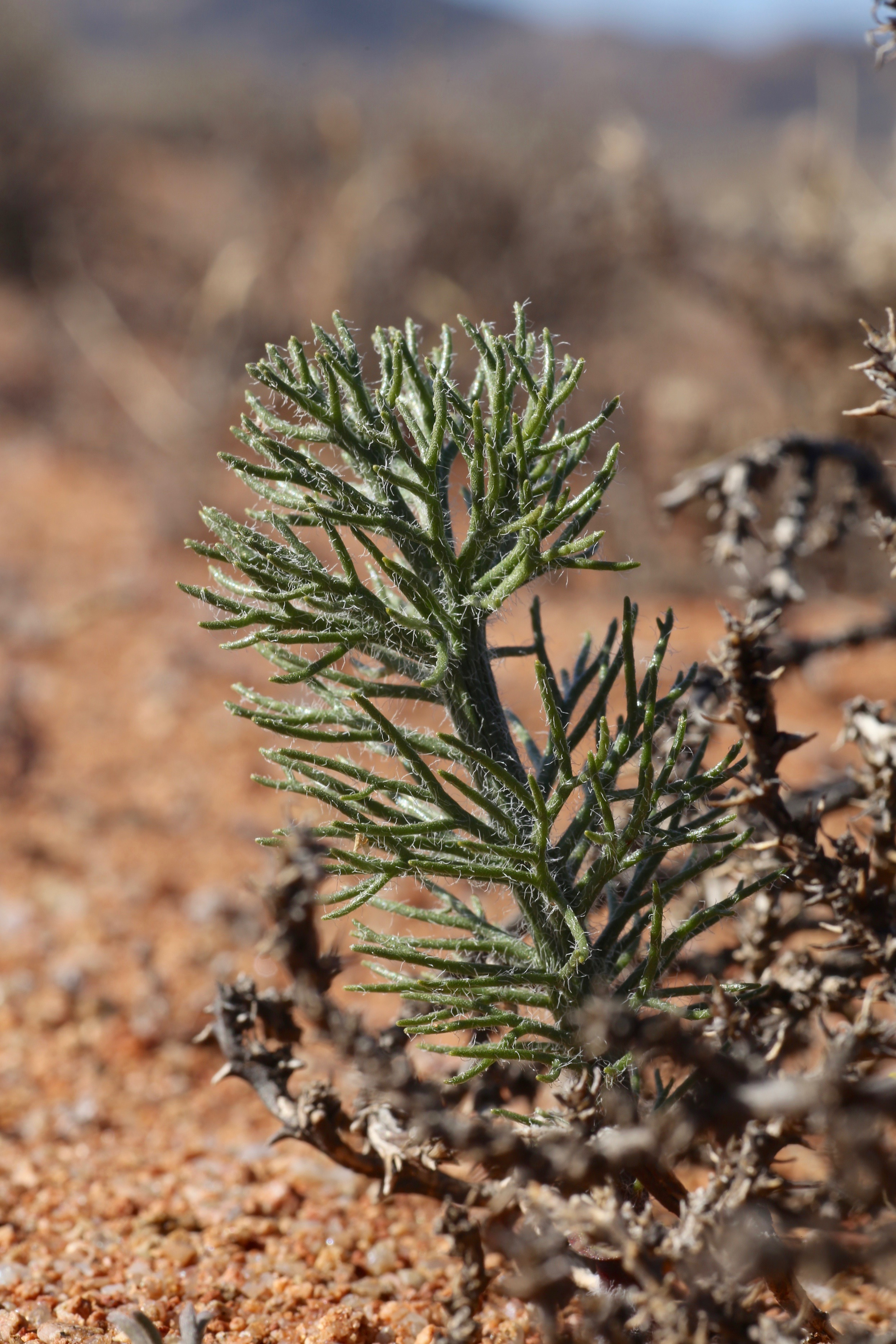
Eriospermum paradoxum

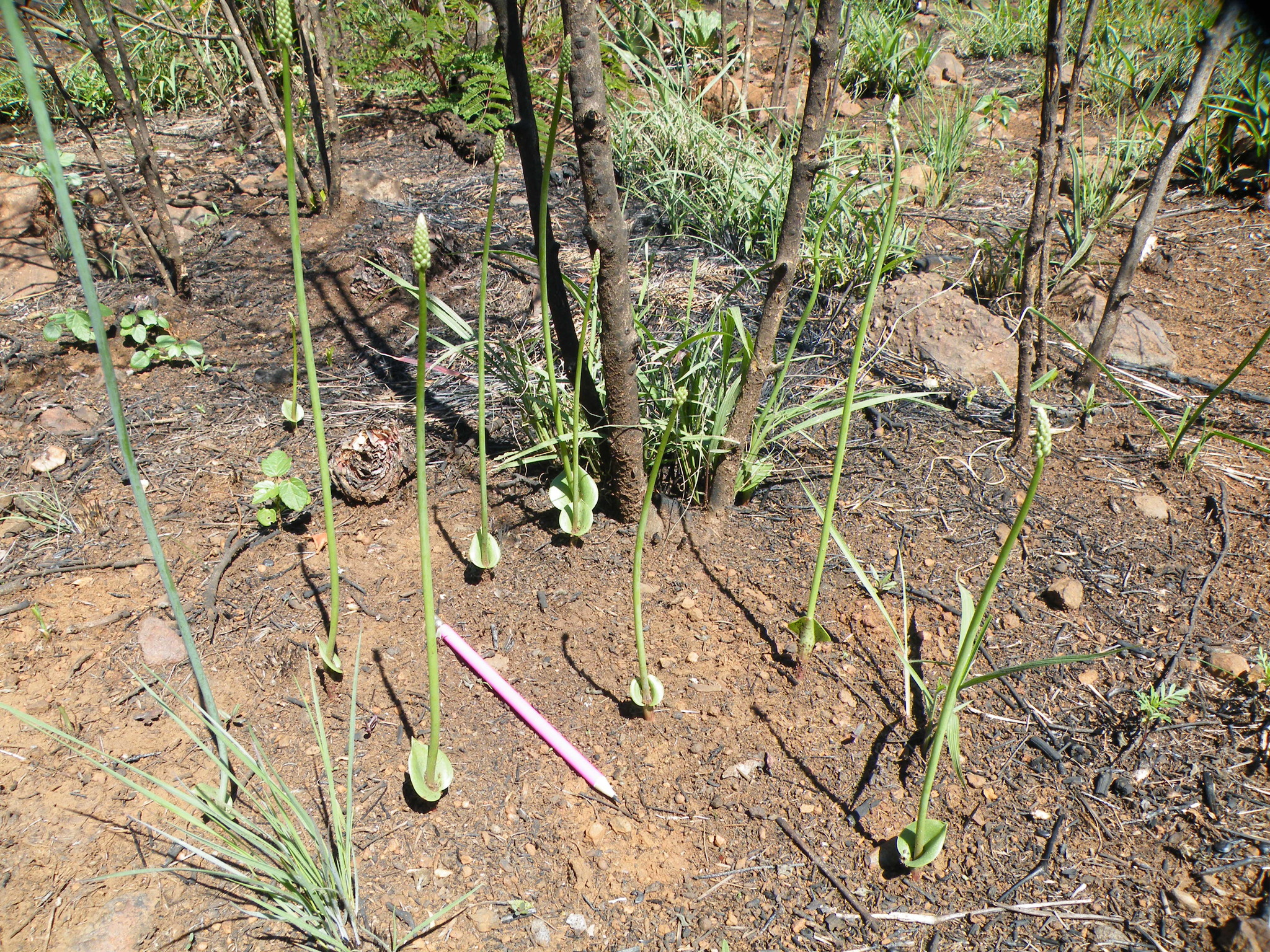
Eriospermum cooperi

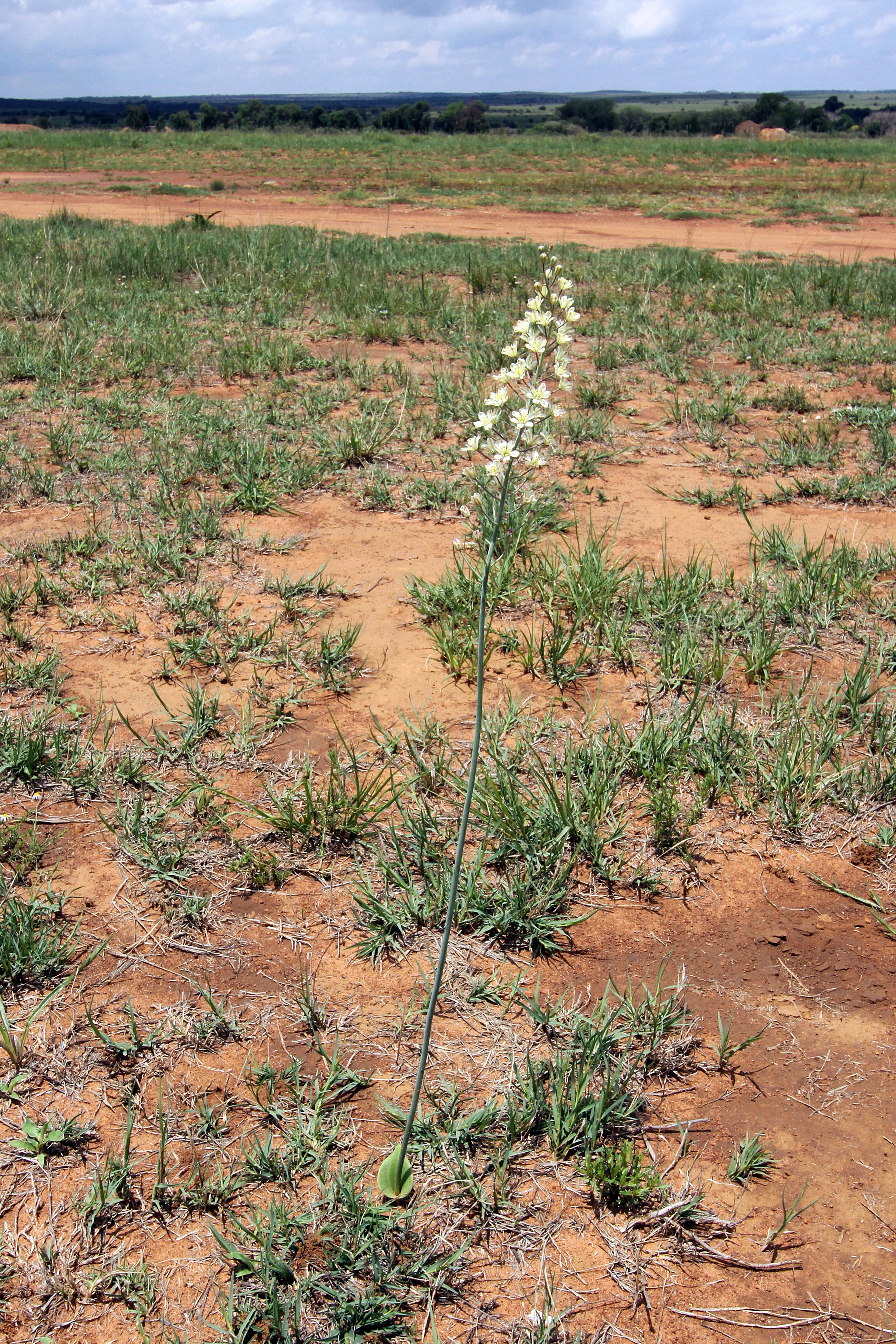
Eriospermum porphyrium

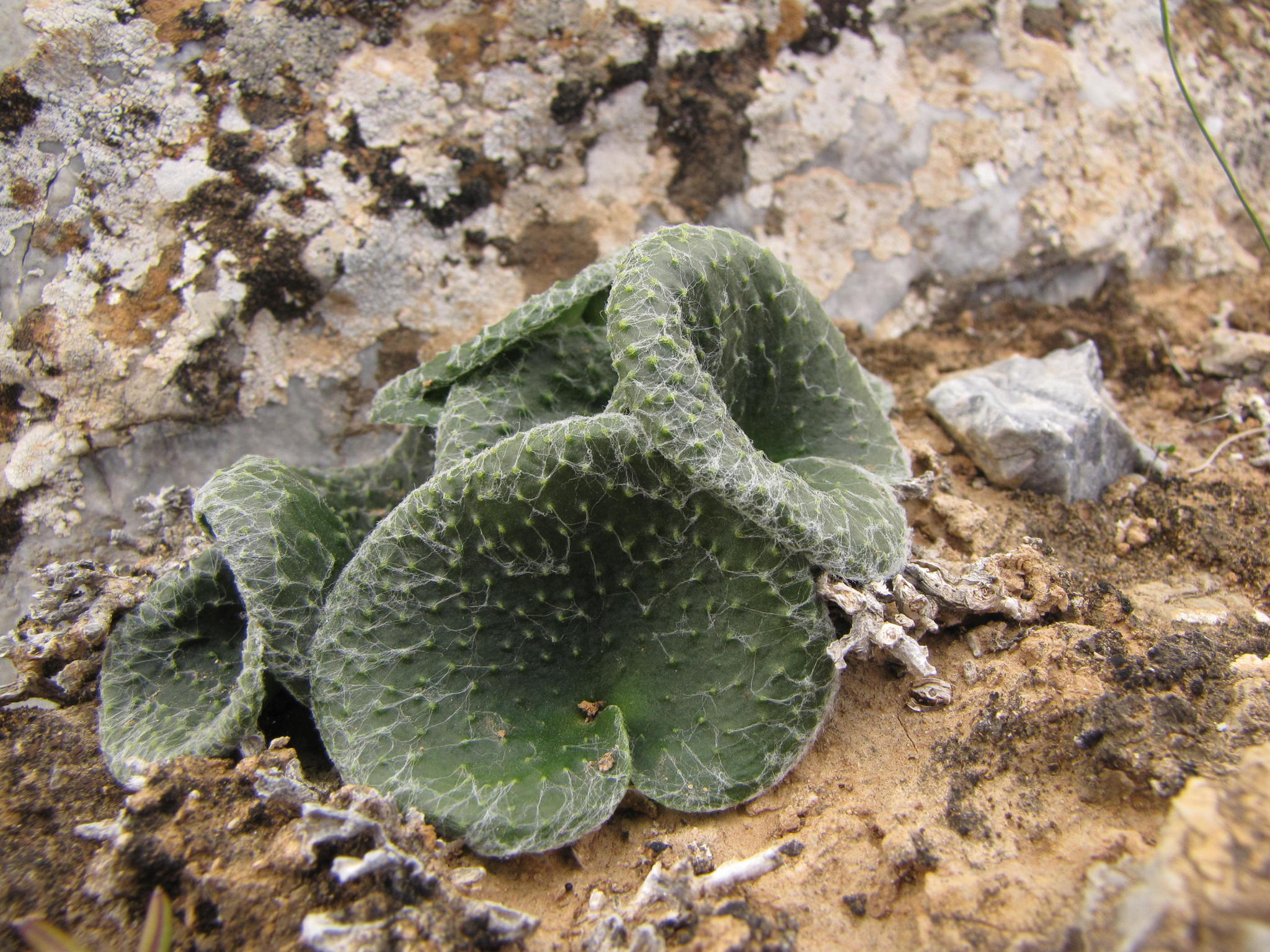
Eriospermum arachnoideum

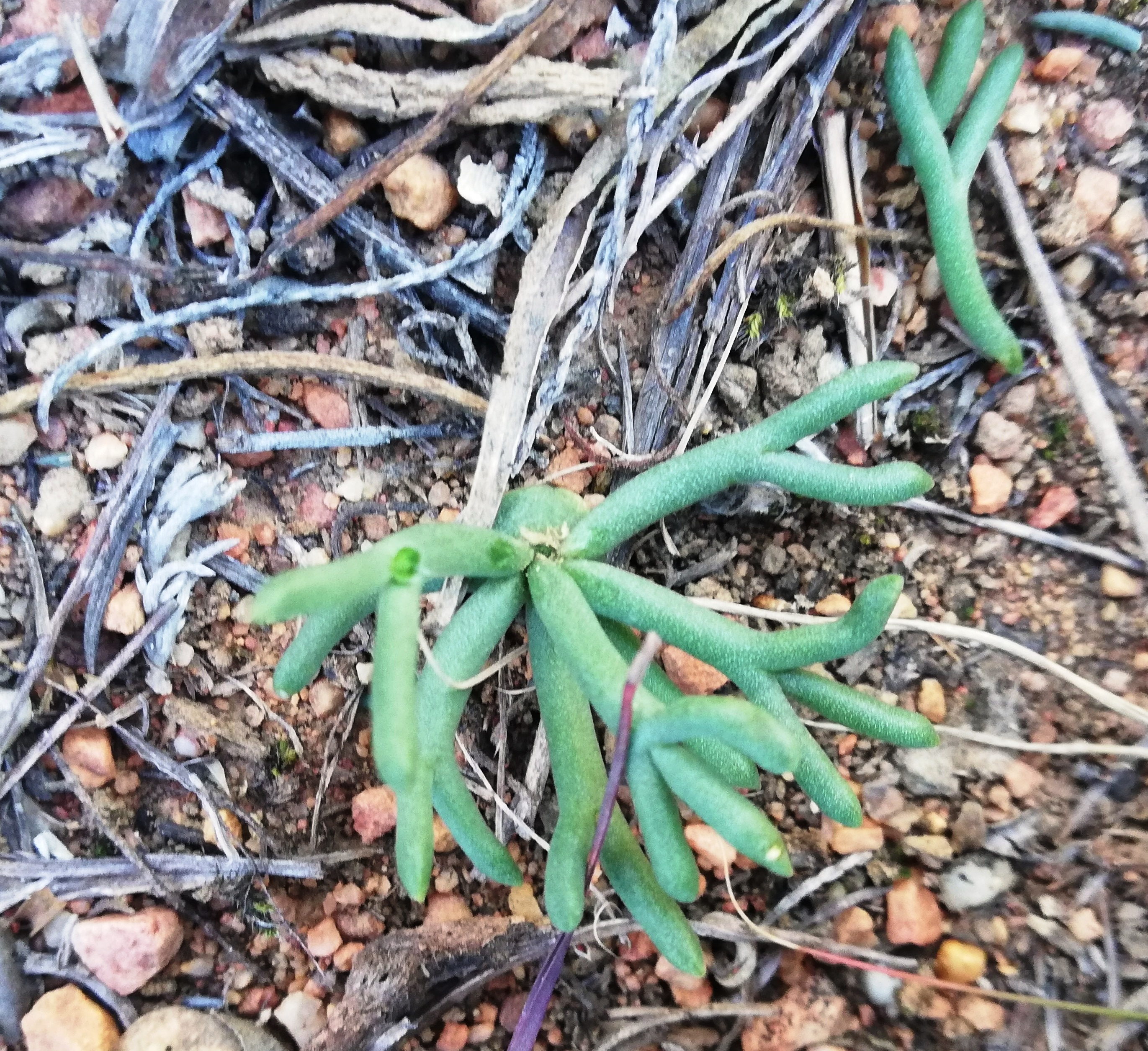
Eriospermum bowieanum

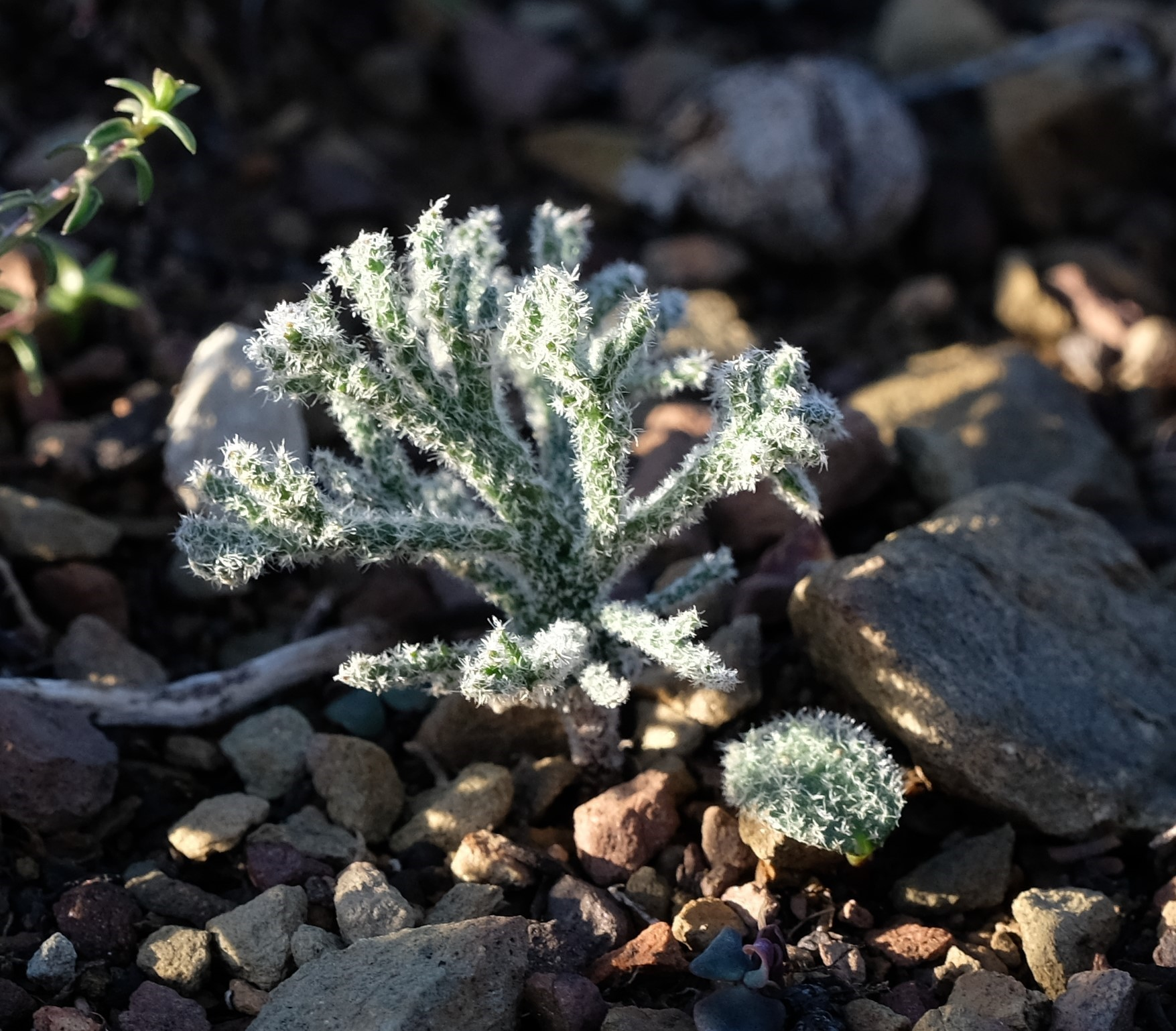
Eriospermum dregei

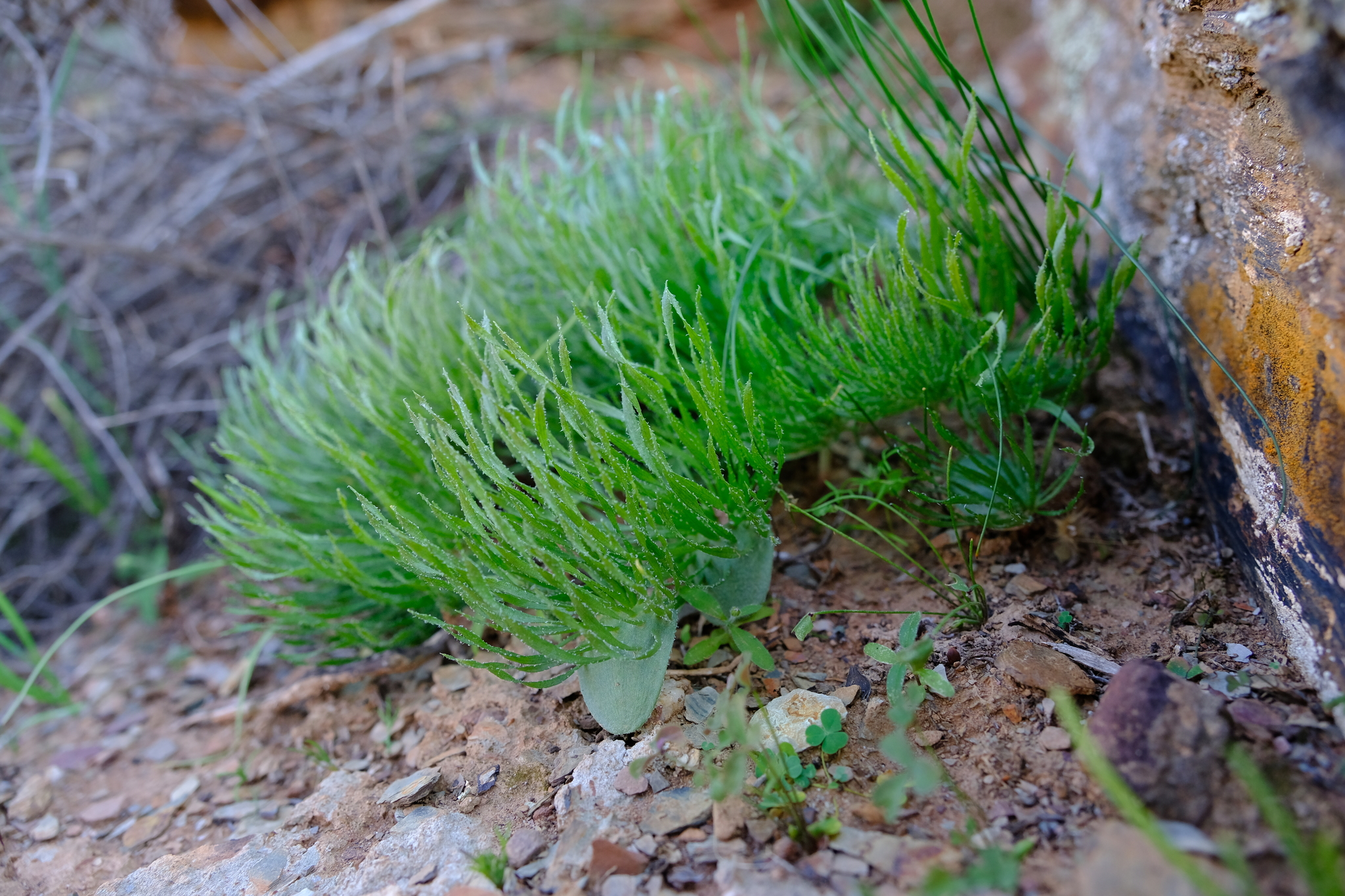
Eriospermum folioliferum

Podział rodzaju i wykaz gatunków
- podrodzaj Ligulatum Perry – listki okwiatu równej wielkości, języczkowate, rozpostarte do odgiętych; nitki pręcików nitkowate; bulwy kulistawe lub o nieregularnym kształcie; gatunki występujące w Afryce tropikalnej i subtropikalnej
  - sekcja Synanthum Perry
    - Eriospermum bakerianum Schinz
    - Eriospermum cecilii Baker
    - Eriospermum corymbosum Baker
    - Eriospermum currorii (Baker) Baker
    - Eriospermum ernstii P.L.Perry
    - Eriospermum flexum P.L.Perry
    - Eriospermum kirkii Baker
    - Eriospermum mackenii (Hook.f.) Baker
    - Eriospermum porphyrovalve Baker
    - Eriospermum roseum Schinz
    - Eriospermum triphyllum Baker
    - Eriospermum volkmanniae Dinter

  - sekcja Photopedicellatum Perry
    - Eriospermum aphyllum Marloth
    - Eriospermum flavum P.L.Perry
    - Eriospermum spirale (L.) Bergius ex Schult. & Schult.f.

  - sekcja Ligulatum Perry
    - Eriospermum abyssinicum Baker
    - Eriospermum adpressifolium O.Weber
    - Eriospermum arenosum P.L.Perry
    - Eriospermum aridicola G.Will.
    - Eriospermum ciliatum P.L.Perry
    - Eriospermum citrinum P.L.Perry
    - Eriospermum dielsianum Schltr. ex Poelln.
    - Eriospermum fragile P.L.Perry
    - Eriospermum inconspicuum P.L.Perry
    - Eriospermum lavranosii P.L.Perry
    - Eriospermum macgregoriorum P.L.Perry
    - Eriospermum namaquanum Marloth ex P.L.Perry
    - Eriospermum parvifolium Jacq. ex Willd.
    - Eriospermum parvulum P.L.Perry
    - Eriospermum patentiflorum Schltr.
    - Eriospermum pumilum T.M.Salter
    - Eriospermum schlechteri Baker

  - sekcja Thaumazum (Salisb.) Perry
    - Eriospermum paradoxum (Jacq.) Ker Gawl.
- podrodzaj Cyathiflorum P.L. Perry – listki okwiatu równej wielkości; okwiat kółkowy lub kieliszkowaty; bulwy o nieregularnym kształcie; gatunki szeroko rozpowszechnione, jednak przeważające w regionach letnich opadów deszczu, na obszarze od Afryki Południowej do Malawi i Tanzanii
  - sekcja Cyathiflorum Perry
    - Eriospermum brevipes Baker
    - Eriospermum cernuum Baker
    - Eriospermum cooperi Baker
    - Eriospermum halenbergense Dinter
    - Eriospermum occultum Archibald
    - Eriospermum rhizomatum P.L.Perry

  - sekcja Rotatum Perry
    - Eriospermum aequilibre Poelln.
    - Eriospermum bayeri P.L.Perry
    - Eriospermum bifidum R.A.Dyer
    - Eriospermum bracteatum Archibald
    - Eriospermum breviscapum Marloth ex P.L.Perry
    - Eriospermum bruynsii P.L.Perry
    - Eriospermum crispum P.L.Perry
    - Eriospermum descendens Marloth ex P.L.Perry
    - Eriospermum kiboense K.Krause
    - Eriospermum porphyrium Archibald
    - Eriospermum zeyheri R.A.Dyer
- podrodzaj Eriospermum – listki okwiatu zróżnicowane; bulwy nieregularne, z zawiązkami bocznymi lub podstawnymi; większość gatunków, występujących w regionie zimowych opadów deszczu, głównie w Zachodniej Prowincji Przylądkowej
  - sekcja Gracilum Perry
    - Eriospermum deserticola Marloth ex P.L.Perry
    - Eriospermum exigium P.L.Perry
    - Eriospermum exile P.L.Perry
    - Eriospermum pusillum P.L.Perry
    - Eriospermum subtile P.L.Perry

  - sekcja Eriospermum Perry
    - Eriospermum alcicorne Baker
    - Eriospermum algiferum Marloth ex A.V.Duthie
    - Eriospermum appendiculatum A.V.Duthie
    - Eriospermum arachnoideum P.L.Perry
    - Eriospermum aribesense P.L.Perry
    - Eriospermum armianum P.L.Perry
    - Eriospermum attenuatum Marloth ex P.L.Perry
    - Eriospermum bowieanum Baker
    - Eriospermum calcareum P.L.Perry
    - Eriospermum capense (L.) T.M.Salter
    - Eriospermum cervicorne Marloth
    - Eriospermum coactum P.L.Perry
    - Eriospermum cordiforme T.M.Salter
    - Eriospermum dissitiflorum Schltr.
    - Eriospermum dregei Schönland
    - Eriospermum dyeri Marloth ex Archibald
    - Eriospermum erinum P.L.Perry
    - Eriospermum eriophorum Marloth ex P.L.Perry
    - Eriospermum filicaule Marloth ex P.L.Perry
    - Eriospermum flabellatum Marloth ex P.L.Perry
    - Eriospermum folioliferum Andrews
    - Eriospermum glaciale P.L.Perry
    - Eriospermum graminifolium A.V.Duthie
    - Eriospermum lanceifolium Jacq. ex Willd.
    - Eriospermum lanimarginatum Marloth ex P.L.Perry
    - Eriospermum lanuginosum Jacq.
    - Eriospermum laxiracemosum P.L.Perry
    - Eriospermum marginatum Marloth ex P.L.Perry
    - Eriospermum minutiflorum Marloth ex P.L.Perry
    - Eriospermum minutipustulatum P.L.Perry
    - Eriospermum multifidum Marloth
    - Eriospermum nanum Marloth
    - Eriospermum ornithogaloides Baker
    - Eriospermum orthophyllum (Archibald) P.L.Perry
    - Eriospermum papilliferum A.V.Duthie
    - Eriospermum proliferum Baker
    - Eriospermum pubescens Jacq.
    - Eriospermum pustulatum Marloth ex A.V.Duthie
    - Eriospermum ramosum P.L.Perry
    - Eriospermum ratelpoortianum P.L.Perry
    - Eriospermum sabulosum P.L.Perry
    - Eriospermum schinzii Conrath ex Baker
    - Eriospermum subincanum P.L.Perry
    - Eriospermum titanopsoides P.L.Perry
    - Eriospermum tuberculatum P.L.Perry
    - Eriospermum undulatum P.L.Perry
    - Eriospermum vermiforme Marloth ex P.L.Perry
    - Eriospermum villosum Baker
    - Eriospermum viscosum Marloth ex P.L.Perry
- incertae sedis
  - Eriospermum andongense Welw. ex Baker
  - Eriospermum buchubergense Dinter
  - Eriospermum flexuosum Welw. ex Baker
  - Eriospermum graniticola Dinter ex Poelln.
  - Eriospermum juttae Dinter
  - Eriospermum krauseanum Poelln.
  - Eriospermum ophioglossoides Welw. ex Baker
  - Eriospermum paludosum Baker
  - Eriospermum stenophyllum Welw. ex Baker
  - Eriospermum strachaniae van Jaarsv.

## Zagrożenie i ochrona
Dwa gatunki Eriospermum uważane są za wymarłe: E. algiferum i E. attenuatum. 93 gatunki południowoafrykańskie ujęte zostały na Czerwonej Liście Roślin Południowej Afryki. E. eriophorum i E. parvulum ze statusem krytycznie zagrożony (CR), osiem gatunków (E. arachnoideum, E. calcareum, E. erinum, E. filicaule, E. glaciale, E. subincanum, E. vermiforme i E. viscosum) ze statusem zagrożony (EN), 19 gatunków ze statusem narażony (VU), jeden ze statuem bliski zagrożenia (NT), 51 najmniejszej troski (LC) i 12 jako rzadkie.

## Znaczenie użytkowe
Rośliny leczniczeW południowej Botswanie napary z Eriospermum abyssinicum stosowane są w biegunce, bólu pleców, kaszlu i bólach brzucha. Wywar z tej rośliny i nasion wspięgi wężowatej wykorzystywany jest do leczenia schistomatozy, odry, ran w jamie ustnej i wyniszczenia u niemowląt. Również w Zimbabwe bulwy tego gatunku podawane są niemowlętom w przypadku wklęsłego ciemiączka. Poza tym gatunek ten stosowany jest również w Afryce jako afrodyzjak oraz do sporządzania okładów na choroby skóry. Podobne zastosowanie ma E. andogense. W Afryce Południowej bulwy E. mackenii wykorzystywane są do sporządzania lewatywy do leczenia biegunki, a bulwy E. lancifolium stosowane są miejscowo do zmiękczania skóry. Napar z bulw E. ornithogaloides, mięty, korzeni Gunnera perpensa, driakwi gołębiej i Eulophia ovalis wykorzystywany jest do płukania macicy w celu zwiększenia płodności u kobiet.
Rośliny ozdobneMimo swojej osobliwości Eriospermum rzadko spotykane są w uprawie. Warunki uprawy zależą od tego, czy dany gatunek pochodzi z obszaru opadów zimowych, czy letnich. Rośliny te można wyhodować z nasion. Po wysianiu podłoże sadzonek powinny być wilgotne przez cały pierwszy sezon wegetacyjny. Często kwitną po 3–5 latach, w zależności od gatunku i warunków wzrostu.
Rośliny spożywczeBulwy Eriospermum są jadalne. Zawierają śluz roślinny, ale pozbawione są skrobi i białek. Znane jest wykorzystywanie bulw E. parvifolium i E. spirale jako warzywa w Afryce Południowej.
Rośliny E. abyssinicum dodawane są do karmy dla drobiu w celu zwiększenia produkcji jaj oraz leczniczo.
Inne zastosowanieW Afryce Południowej uważa się, że bulwy Eriospermum mackenii chronią przed piorunami.